# Nickel(II) perchlorat
Niken(II) perchlorat là một hợp chất vô cơ có công thức hóa học Ni(ClO4)2, là chất oxy hóa mạnh. Hexahydrat Ni(ClO4)2·6H2O cũng được biết đến. Cả hai chất đều có khả năng hòa tan rất tốt trong nước.

## Điều chế
Niken(II) perchlorat có thể thu được bằng cách cho acid perchloric phản ứng với niken(II) hydroxide hoặc niken(II) cacbonat. Muối thu được là pentahydrat, Ni(ClO4)2·5H2O. Ở −21,3 °C (−6,3 °F; 251,8 K), nonahydrat Ni(ClO4)2·9H2O sẽ được hình thành.
Niken(II) perchlorat cũng có thể thu được bằng cách cho niken vào acid perchloric 6 mol/L để điện phân với dòng điện xoay chiều 50 Hz.
Sản phẩm khan thu được bằng cách cho niken(II) trifluoroacetat và acid perchloric trong dung môi acid trifluoroacetic.

## Ứng dụng
Niken(II) perchlorat có thể được sử dụng để tổng hợp các hợp chất niken khác.

## Hợp chất khác
- Ni(ClO4)2 còn tạo một số hợp chất với NH3, như Ni(ClO4)2·6NH3 là tinh thể màu tím nhạt.[5]
- Ni(ClO4)2 còn tạo một số hợp chất với N2H4, như Ni(ClO4)2·2N2H4 là chất rắn màu dương nhạt[6] hay Ni(ClO4)2·5N2H4 là tinh thể màu tím.[7]
- Ni(ClO4)2 còn tạo một số hợp chất với CO(NH2)2, như Ni(ClO4)2·6CO(NH2)2 là chất rắn màu vàng lục.[8]
- Ni(ClO4)2 còn tạo một số hợp chất với CON3H5, như Ni(ClO4)2·3CON3H5 là chất rắn màu lam.[9]
- Ni(ClO4)2 còn tạo một số hợp chất với CON4H6, như Ni(ClO4)2·3CON4H6 là tinh thể màu xanh lam, dễ nổ; mật độ khối 0,95 g/cm³.[10]
- Ni(ClO4)2 còn tạo một số hợp chất với CS(NH2)2, như Ni(ClO4)2·6CS(NH2)2 là chất rắn màu lục nhạt.[11]
- Ni(ClO4)2 còn tạo một số hợp chất với CSN3H5, như Ni(ClO4)2·2CSN3H5·3H2O là tinh thể màu dương[12] hay Ni(ClO4)2·3CSN3H5·2H2O là tinh thể màu dương đậm.[13]